# بوتی (کومونه)
بوتی (کومونه) (به ایتالیایی: Buti) یک کومونه در ایتالیا است که در استان پیزا واقع شده‌است.

## خصوصیات
بوتی ۲۳٫۱ کیلومترمربع مساحت و ۵٬۷۷۸ نفر جمعیت دارد و ۸۵ متر بالاتر از سطح دریا واقع شده‌است.